# Peter Karlsson
Peter Karlsson (Suecia, 23 de noviembre de 1970) es un atleta sueco retirado especializado en la prueba de 60 m, en la que consiguió ser medallista de bronce europeo en pista cubierta en 1996.

## Carrera deportiva
En el Campeonato Europeo de Atletismo en Pista Cubierta de 1996 ganó la medalla de bronce en los 60 metros, con un tiempo de 6.64 segundos, tras el alemán Marc Blume (oro con 6.62 segundos) y el británico Jason John  (plata también con 6.64 segundos).